# Lixophaga famelica
Lixophaga famelica är en tvåvingeart som först beskrevs av Christian Rudolph Wilhelm Wiedemann 1830.  Lixophaga famelica ingår i släktet Lixophaga och familjen parasitflugor. Inga underarter finns listade i Catalogue of Life.